# Vannuccia rotundoundocinata
Vannuccia rotundoundocinata är en plattmaskart som beskrevs av Ax och Sopott-Ehlers 1979. Vannuccia rotundoundocinata ingår i släktet Vannuccia och familjen Coelogynoporidae. Inga underarter finns listade i Catalogue of Life.